# 布宜諾斯艾利斯 (單曲)
《布宜諾斯艾利斯》（Buenos Aires）是女子組合IZ*ONE于日本的第2张單曲，於2019年6月26日由EMI Records Japan發行。

## 概要
与前作相同，單曲分為Type A、Type B、WIZ*ONE盤，而WIZ*ONE盤又分为附赠参加券的版本及无附赠物但由12名成员分别单独拍摄封面的版本。《布宜諾斯艾利斯》和《Tomorrow》收錄於所有版本，其中《布宜諾斯艾利斯》的音樂錄影帶收錄於Type A、Type B。《Target》和其音樂錄影帶收錄於Type A；《年下Boyfriend》和其音樂錄影帶收錄於Type B；《Human Love》收錄於WIZ*ONE盤。Type A、Type B均附有活動应募券及生寫真，而仅限IZ*ONE JAPAN OFFICIAL SHOP发卖的WIZ*ONE盤則是個別击掌会、個別小卡交付会（购买3张）或签名会（购买1套成员单独封面及一张集体封面共13张）的參加券。
2019年5月2日及3日，组合在东京的日本武道館举办了日本首次粉丝见面会，在3日的活动中，作为惊喜发表公布了组合将于6月26日发行第二张单曲及单曲名称《布宜諾斯艾利斯》。5月24日，官方公布了单曲的详细收录内容。
5月20日起，组合逐日公开了12名成员的预告照片，与以往不同的帅气表情引起了期待。而在5月24日公开的单曲封面中和团体宣传照中，照片中央的金玟周与宫脇咲良引领组合展现出了妖艳的气质。封面中成员的造型设计由造型师百濑豪负责。
伴随着单曲发行，组合再次与109百货合作，开设限期周边商店（6月12日-27日）及咖啡店（6月17日-27日），销售组合特制周边商品。在单曲发行当日，组合于LINE LIVE进行了直播宣传。
单曲于6月21日开始以Special Edition于各平台提供在线收听及下载。台湾于6月28日发行Type A/B的台壓盤。

## 歌曲及MV
6月1日深夜播出的音乐节目《SHIBUYA NOTE》（シブヤノオト、NHK綜合頻道）中，组合带来了初次表演主打曲《布宜諾斯艾利斯》的舞台。歌曲的完整版本于6月4日播出的广播节目《STEP ONE》（J-WAVE）中初次播出。歌曲的先行配信于6月14日开始。在单曲发行前后，组合参加了音乐节目《MUSIC STATION》（6月21日）、《歌con》（6月25日）、《COUNT DOWN TV》（6月29日）、《MUSIC FAIR》（7月6日）、《音乐之日》（7月13日）、《BUZZ RHYTHM 02》（7月18日）并演唱本曲。其中于《MUSIC STATION》中穿着的新打歌服与单曲封面同样由造型师百濑豪设计
组合的官方Youtube频道于5月27日及6月1日公开了《布宜諾斯艾利斯》的MV预告影片，并于6月13日解禁MV全片。MV拍摄持续两天，于2019年5月茨城县的摄影棚进行，导演由林響太郎担任。MV中成员共更换了四套以个人代表色为基调的服装，在以各种食虫植物构成的不同背景中展现了美貌与危机并存的世界观。歌曲的编舞由AKB48单曲《NO WAY MAN》及组合歌曲《好心情莎哟娜啦》的编舞师Ruu负责。
与上张单曲类似，收录于各版本的第二B面曲由成员分组演唱。其中仅收录于Type-A的充满成年人色彩的歌曲《Target》由宫脇咲良、安兪真、权恩妃、姜惠元、金玟周、李彩演演唱，歌曲于6月12日的《今夜，咲良樹下》中初次播出。仅收录于Type-B的，由成员男装出演的《年下Boyfriend》由张员瑛、曺柔理、崔叡娜、矢吹奈子、本田仁美、金采源演唱，歌曲于6月19日的《今夜，咲良樹下》中初次播出。仅收录于WIZ*ONE盤的《Human Love》由安兪真与曺柔理对唱。

## 反應
单曲发行首日在Oricon公信榜录得约19万张销量，获日榜单冠军。发行首周，在公信榜的单曲周榜单中，录得约21.6万张销量，首次获得单曲周榜冠军，继上张单曲后，本张单曲再次于Oricon公信榜录得超过20万张的销量，在日本国外艺人中是继防弹少年团、TWICE之后第三组获此成绩。而在统计渠道稍有不同的Billboard Japan公开的单曲周榜中，单曲以321,999张的成绩，同样获得周榜冠军。在上述两榜单记入串流媒体及下载的合算周榜中，单曲也取得了周榜第一名的成绩。

## 收录内容

### Type A
| CD   | CD                            | CD     | CD        | CD       |
| 曲序 | 曲目                          |        | 作曲      | 编曲     |
| ---- | ----------------------------- | ------ | --------- | -------- |
| 1.   | 布宜諾斯艾利斯                | 秋元康 | 渡边未来  | 渡边未来 |
| 2.   | Tomorrow                      | 秋元康 | GRP、NIYA | GRP      |
| 3.   | Target                        | 秋元康 | 森大輔    | 森大輔   |
| 4.   | 布宜諾斯艾利斯 off vocal ver. |        | 渡边未来  | 渡边未来 |
| 5.   | Tomorrow off vocal ver.       |        | GRP、NIYA | GRP      |
| 6.   | Target off vocal ver.         |        | 森大輔    | 森大輔   |

| DVD  | DVD                           | DVD      |
| 曲序 | 曲目                          | 導演     |
| ---- | ----------------------------- | -------- |
| 1.   | 布宜諾斯艾利斯（Music Video） | 林響太郎 |
| 2.   | Target（Music Video）         | 横堀光範 |

### Type B
| CD   | CD                            | CD     | CD        | CD       |
| 曲序 | 曲目                          |        | 作曲      | 编曲     |
| ---- | ----------------------------- | ------ | --------- | -------- |
| 1.   | 布宜諾斯艾利斯                | 秋元康 | 渡边未来  | 渡边未来 |
| 2.   | Tomorrow                      | 秋元康 | GRP、NIYA | GRP      |
| 3.   | 年下Boyfriend                 | 秋元康 | 板垣祐介  | APAZZI   |
| 4.   | 布宜諾斯艾利斯 off vocal ver. |        | 渡边未来  | 渡边未来 |
| 5.   | Tomorrow off vocal ver.       |        | GRP、NIYA | GRP      |
| 6.   | 年下Boyfriend off vocal ver.  |        | 板垣祐介  | APAZZI   |

| DVD  | DVD                           | DVD      |
| 曲序 | 曲目                          | 導演     |
| ---- | ----------------------------- | -------- |
| 1.   | 布宜諾斯艾利斯（Music Video） | 林響太郎 |
| 2.   | 年下Boyfriend（Music Video）  | 荒船泰廣 |

### WIZ*ONE盤
| CD   | CD                            | CD     | CD             | CD       |
| 曲序 | 曲目                          |        | 作曲           | 编曲     |
| ---- | ----------------------------- | ------ | -------------- | -------- |
| 1.   | 布宜諾斯艾利斯                | 秋元康 | 渡边未来       | 渡边未来 |
| 2.   | Tomorrow                      | 秋元康 | GRP、NIYA      | GRP      |
| 3.   | Human Love                    | 秋元康 | Fujinotakafumi | APAZZI   |
| 4.   | 布宜諾斯艾利斯 off vocal ver. |        | 渡边未来       | 渡边未来 |
| 5.   | Tomorrow off vocal ver.       |        | GRP、NIYA      | GRP      |
| 6.   | Human Love off vocal ver.     |        | Fujinotakafumi | APAZZI   |

## 外部連結
- EMI Records Japan内的介绍页面
  - 通常盤 Type A （页面存档备份，存于）
  - 通常盤 Type B （页面存档备份，存于）
  - WIZ*ONE盤 （页面存档备份，存于）
  - （页面存档备份，存于） WIZ*ONE盤 [13枚CD-BOX]